# Chimantaea cinerea
Chimantaea cinerea là một loài thực vật có hoa trong họ Cúc. Loài này được (Gleason & S.F.Blake) "Maguire, Steyerm. & Wurdack" mô tả khoa học đầu tiên năm 1957.